# Diaspidistis multilobis
Diaspidistis multilobis är en insektsart som beskrevs av Hempel 1900. Diaspidistis multilobis ingår i släktet Diaspidistis och familjen pansarsköldlöss. Inga underarter finns listade i Catalogue of Life.